# Яворська Надія Василівна
Яворська Надія Василівна — радянський український режисер по монтажу. Нагороджена медалями, значком «Відмінник кінематографії СРСР».
Народилася 16 грудня 1926 р. у м. Краматорську в родині службовця.
З 1942 р. працює на Одеській кіностудії.
Член Національної спілки кінематографістів України.

## Фільмографія
Брала участь у створенні стрічок:
- «Ти молодець, Аніто!» (1956)
- «…зміна починається о шостій» (1957)
- «Виправленому вірити» (1959)
- «Степові світанки»
- «Водив поїзди машиніст» (1960)
- «Сповідь» (1962)
- «Самотність» (1964)
- «Пошук» (1967)
- «Повість про чекіста» (1969)
- «Чортова дюжина» (1970)
- «Севастополь» (1970)
- «Синє небо» (1971)
- «Юлька» (1972)
- «До останньої хвилини» (1973)
- «Здрастуйте, лікарю!» (1973, т/ф)
- «Посилка для Світлани» (1974)
- «Нащадки» (1974—1975, т/ф, 4 с)
- «Мене чекають на землі» (1976)
- «Артем» (1978, т/ф)
- «Пригоди Електроніка» (1979, т/ф)
- «Чародії» (1982)
- «Екіпаж машини бойової» (1984)
- «Сніг у липні» (1984)
- «Всього один поворот» (1986, у співавт.) та ін.